# Fotbalová reprezentace Spojených arabských emirátů
Fotbalová reprezentace Spojených arabských emirátů reprezentuje Spojené arabské emiráty na mezinárodních fotbalových akcích.

## Mistrovství světa
Seznam zápasů fotbalové reprezentace Spojených arabských emirátů na MS
| Rok  | Účast                      | Soupisky |
| ---- | -------------------------- | -------- |
| 1978 | Vzdali                     |          |
| 1982 | Bez účasti                 |          |
| 1986 | Nepostoupili z kvalifikace |          |
| 1990 | Základní skupina           | Soupiska |
| 1994 | Nepostoupili z kvalifikace |          |
| 1998 | Nepostoupili z kvalifikace |          |
| 2002 | Nepostoupili z kvalifikace |          |
| 2006 | Nepostoupili z kvalifikace |          |
| 2010 | Nepostoupili z kvalifikace |          |
| 2014 | Nepostoupili z kvalifikace |          |
| 2018 | Nepostoupili z kvalifikace |          |
| 2022 | Nepostoupili z kvalifikace |          |